# K・W・ジーター
ケヴィン・ウェイン・ジーター（Kevin Wayne Jeter、1950年 - ）は、アメリカ合衆国の作家。SFやホラーを主な作風とする。スタートレックやスター・ウォーズ・シリーズの世界を舞台とした小説や、『ブレードランナー』の続編なども書いている。

## 経歴
カリフォルニア州立大学フラトン校で学び、そこでジェイムズ・P・ブレイロックやティム・パワーズと親交を結び、彼らを通してフィリップ・K・ディックとも知り合うことになった。ディックの小説『ヴァリス』の登場人物ケヴィンは、ジーターからインスピレーションを受けたといわれる。ジーターの作品の多くは、ディックを思わせるようなリアリティの主観性を主題としている。
ジーターの小説『ドクター・アダー』は世界初の真のサイバーパンク小説とも言われており、ディックはこれを熱烈に推奨した。性と暴力の描写が過激だったため、出版してくれる出版社を見つけるのに約10年かかっている。「スチームパンク」という用語は、友人のブレイロックやパワーズと共に古いテクノロジーと歴史改変を扱った作品を説明するために生み出した用語である。ジーターの作品でスチームパンクとされているものとしては、Morlock Night と『悪魔の機械』(Infernal Devices) がある。
現在は、妻と共にラスベガス中心部に住んでいる。
オリジナル作品のほかにジーターは、ディックの小説『アンドロイドは電気羊の夢を見るか?』を原作とする1982年の映画『ブレードランナー』の公式な続編をいくつか書いている。

## 主な著作

### オリジナル作品
- Seeklight （1975年）
- The Dreamfields （1976年）
- Morlock Night（1979年） - ハーバート・ジョージ・ウェルズの『タイム・マシン』に触発された作品。
- Soul Eater（1983年）。邦訳『結晶する魂』中村保男、岡安裕司訳、ハヤカワ文庫NV
- Dr. Adder（1984年）。邦訳『ドクター・アダー』（1990年）。黒丸尚訳、中原尚哉解説、大森英樹カヴァー、ハヤカワ文庫SF
- The Glass Hammer（1985年）。邦訳『グラス・ハンマー』黒丸尚訳、ハヤカワ文庫SF
- Infernal Devices（1987年）。邦訳『悪魔の機械』大伴墨人訳、ハヤカワ文庫FT
- Dark Seeker（1987年）。邦訳『ダーク・シーカー』佐田千織訳、ハヤカワ文庫SF
- Mantis（1987年）。邦訳『マンティス』猪俣美江子訳、ハヤカワ文庫NV
- Death Arms（1989年）
- Farewell Horizontal（1989年）。邦訳『垂直世界の戦士』冬川亘訳、ハヤカワ文庫SF
- In the Land of the Dead（1989年）
- The Night Man（1989年）
- Madlands（1991年）
- Wolf Flow（1992年）
- Noir（1998年）

### ブレードランナー
- Blade Runner 2: The Edge of Human（1995年）。邦訳『ブレードランナー2』浅倉久志訳、早川書房
- Blade Runner 3: Replicant Night（1996年）。邦訳『ブレードランナー3』大野晶子訳、早川書房
- Blade Runner 4: Eye and Talon（2000年）

### スタートレック ディープ・スペース・ナイン
- Bloodletter（1993年）。邦訳『スタートレック ディープ・スペース・ナイン4 血の福音』岸川靖監修，丹羽正之訳，角川スニーカー文庫
- Warped（1995年）

### スター・ウォーズ
- The Mandalorian Armor（1998年）
- Slave Ship（1998年）
- Hard Merchandise（1999年）